# Arijan Komazec
Arijan Komazec (ur. 23 stycznia 1970 w Zadarze) – chorwacki koszykarz i olimpijczyk.
Jego kuzynami są Alan Gregov i Marko Popović, również chorwaccy koszykarze i olimpijczycy.

## Historia
Jeszcze przed rozpadem Jugosławii grał dla reprezentacji Jugosławii, z którą zdobył tytuł mistrza świata i Europy. Po przemianach politycznych na Bałkanach i uzyskaniu przez Chorwację niepodległości Komazec został powołany do kadry narodowej.
W barwach rodzimego kraju Komazec zdobył srebro olimpijskie w Barcelonie, dwukrotnie brązowy medal na Mistrzostwach Europy – Niemcy 1993 i Grecja 1995 – oraz brązowy medal na Mistrzostwach Świata w Kanadzie w 1994 roku.
W piłce klubowej Komazcowi szło równie nieźle – z Panathinaikosem Ateny zdobył Puchar Grecji (1993), a z Virtusem Bolonia wywalczył Superpuchar (1995) i Puchar Włoch (1997). W 2000 roku zdobył także Puchar Chorwacji z KK Zadar. Zagrał także w Final Four Euroligi w 1999 roku w barwach Olympiakosu Pireus.
Po sukcesach w Europie Komazec trafił w 2000 roku do NBA, gdzie podpisał kontrakt z Vancouver Grizzlies. Spędził jednak tam tylko miesiąc, nie grając ani jednego meczu.

## Osiągnięcia
Klubowe
- MVP meczu gwiazd ligi greckiej (1998)
- Lider strzelców ligi włoskiej (1995)

Reprezentacja
- Lider:
  - igrzysk olimpijskich w skuteczności rzutów za 3 punkty (1996 – 57,9%)[1]
  - mistrzostw świata w skuteczności rzutów wolnych (1994 – 92,7%)[2]
  - strzelców Eurobasketu U-16 (1987)